# Léon Kreutzer
Pour les articles homonymes, voir Kreutzer.
Léon Kreutzer est un pianiste, compositeur et critique musical français né le 23 septembre 1817 à Paris et mort le 6 octobre 1868 à Vichy.

## Biographie
François Charles Léon Kreutzer naît le 23 septembre 1817 dans l'ancien 2e arrondissement de Paris,,,. Il est le fils d'Auguste Kreutzer (Joël-Marie Fauquet précisant « en réalité le fils naturel de l'acteur Talma ») et le neveu de Rodolphe Kreutzer,.
Il étudie la composition avec François Benoist mais est essentiellement autodidacte,. Comme compositeur, il est l'auteur d'une soixantaine de mélodies, dont plusieurs avec accompagnement d'orchestre, trois sonates et diverses pièces pour piano, de plusieurs partitions de musique de chambre, dont un trio avec piano et sept quatuors à cordes, de deux symphonies, de deux fantaisies burlesque et militaire, d'un concerto symphonique pour piano, d'un Stabat mater, notamment, de deux opéras inédits, Serafine et Les filles d'azur, et de deux ouvrages didactiques sur l'harmonie et le contrepoint.
Fauquet juge que « si l'œuvre de Kreutzer possède une grande liberté formelle et une réelle fantaisie, en particulier ses quatuors à cordes, il s'en faut que la qualité du contenu soit équivalente à la recherche d'originalité ». David Charlton relève cependant le commentaire favorable de Fétis à l'égard des compositions de Kreutzer, et le musicologue souligne dans la Symphonie en fa mineur de l'auteur (vers 1860) la dimension particulière de l'inclusion dans l'instrumentation de la partition d'un ensemble de six saxophones et de cinq saxhorns.
Léon Kreutzer se distingue essentiellement dans le domaine de la critique musicale. Il collabore à La Quotidienne, à L'Union à partir de 1840, à la Revue et gazette musicale de Paris à partir de 1845, à la Revue contemporaine à partir de 1854, ainsi qu'à L'Opinion publique et au Théâtre, et rédige des articles sur la musique dans L'Encyclopédie du XIXe siècle, dont « Opéra » et « Opéra-Comique », en collaboration avec Édouard Fournier,.
Dans ce cadre, il est un grand promoteur de Berlioz, apprécie Meyerbeer, est ami avec Liszt et défend les derniers quatuors de Beethoven.
Léon Kreutzer meurt le 6 octobre 1868 à Vichy,,.